# Éric Rochat (Politiker)

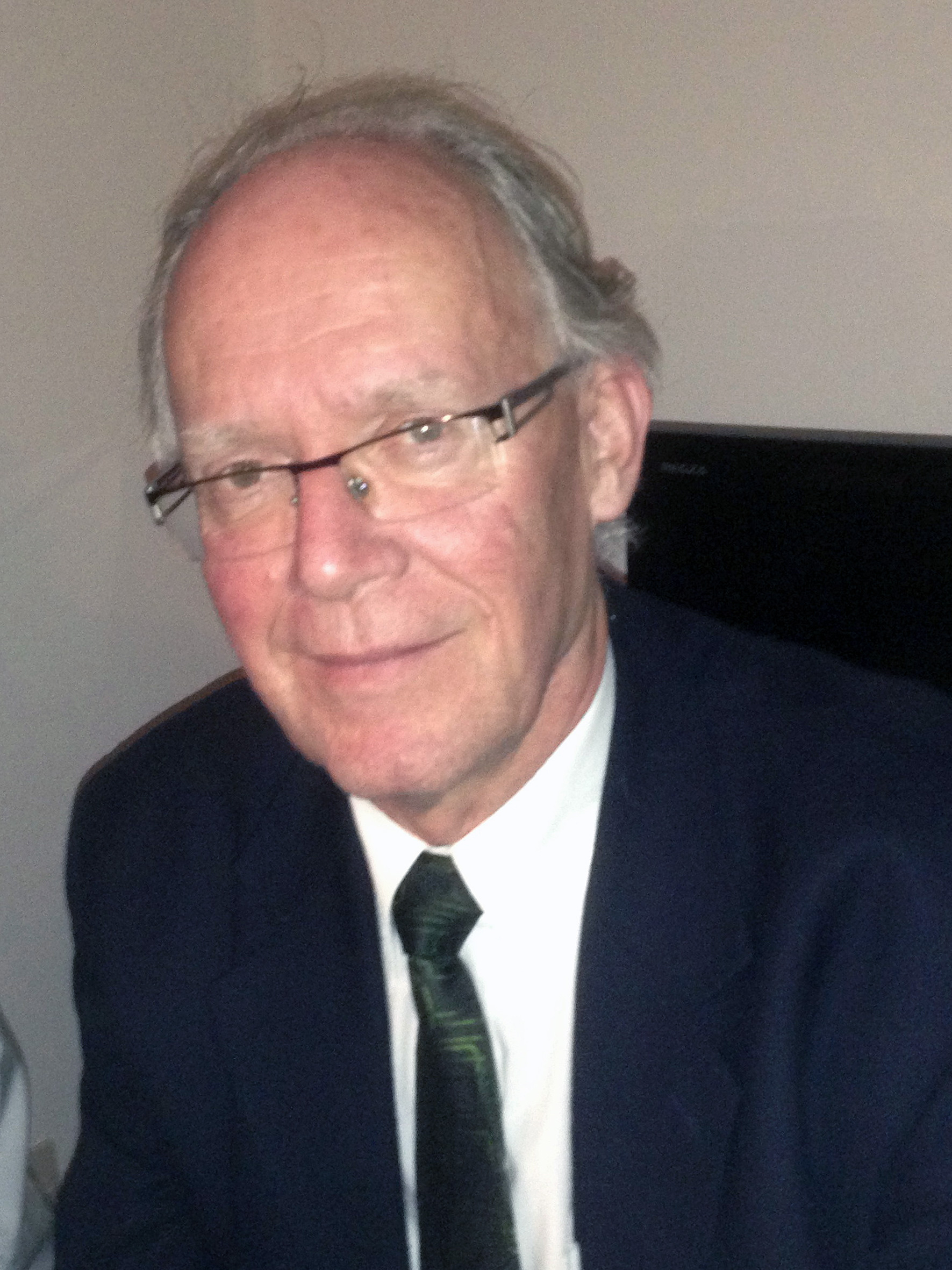
Éric Rochat

Éric Rochat (* 28. März 1948 in Gland, heimatberechtigt in L’Abbaye und Le Lieu) ist ein Schweizer Politiker (LPS).

## Biografie
Rochat studierte Medizin und errang den Doktortitel. Er arbeitete zuletzt als Allgemeinmediziner.
Sein erstes politisches Amt nahm er von 1990 bis 1995 als Grossrat des Kantons Waadt wahr. Dort war er auch Fraktionspräsident der liberalen Gruppe. Von 1994 bis 1995 war er Gemeinderat. Bei den Schweizer Parlamentswahlen 1995 wurde er in den Ständerat gewählt. Bei den folgenden Parlamentswahlen 1999 unterlag er dagegen knapp gegen Michel Béguelin von der SP; der Rückstand betrug gerade einmal 50 Stimmen. Infolgedessen schied er per 5. Dezember 1999 aus dem Parlament aus.
Weiter war Rochat von 1982 bis 1984 Präsident der Waadtländer Ärztevereinigung sowie von 1986 bis 1988 Präsident der Westschweizer Ärztevereinigung. Ferner ist er Präsident des Musée Suisse appareil photographique (Schweizer Fotoapparatemuseum) in Vevey.
Rochat ist verheiratet und hat ein Kind. In der Schweizer Armee war er Soldat.